# Грачов Володимир Сергійович
Володимир Сергійович Грачов (нар. 24 грудня 1997, Авдіївка, Донецька область, Україна) — український футболіст, захисник команди «Вільхівці».

## Клубна кар'єра
Народився в місті Авдіївка, Донецька область. Вихованець академії донецького «Шахтаря», у футболці якого з 2010 по 2014 рік виступав у ДЮФЛУ. З 2014 по 2018 рік виступав за юнацьку та молодіжну команди «Шахтаря». У складі донецької команди виступав в Юнацькій лізі УЄФА, зокрема, провів два матчі в сезоні 2014/15, в якому «гірники» дійшли до фіналу турніру. Після відходу з «Шахтаря» понад рік знаходився без клубу, тренувався з аматорськими командами.
30 серпня 2019 року підписав контракт з ФК «Іпсонас» — клубом другого дивізіону чемпіонату Кіпру.
Наступного року переїхав до Росії, де став гравцем клубу «Велес» (Москва). Дебютував у футболці російського клубу 9 жовтня 2020 року в програному (0:2) виїзному поєдинку 14-го туру Першості ФНЛ проти красноярського «Єнісея». Володимир вийшов на поле на 75-ій хвилині, замінивши Александра Кахідзе.
У липні 2024 року міг стати гравцем «Поділля», але зрештою хмельницький клуб відмовився від підписання контракту з Грачовим через його виступи в Росії під час російсько-української війни.

## Кар'єра в збірній
У 2013—2016 роках викликався до юнацьких збірних України різних вікових категорій.